# Poggio-Mezzana
Poggio-Mezzana es una comuna y población de Francia, en la región de Córcega, departamento de Alta Córcega.
Su población en el censo de 1999 era de 403 habitantes.

## Demografía
| 189 | 194 | 237 | 287 | 360 | 403 |
| Para los censos de 1962 a 1999 la población legal corresponde a la población sin duplicidades (Fuente: INSEE [Consultar]) |     |     |     |     |     |